# Hammaptera requisitata
Hammaptera requisitata là một loài bướm đêm trong họ Geometridae.